# NGC 712
NGC 712 (другие обозначения — UGC 1352, MCG 6-5-35, ZWG 522.43, PGC 6988) — линзообразная галактика (S0) в созвездии Андромеда. Открыта Джоном Гершелем в 1828 году. Описание Дрейера: «очень тусклый объект круглой формы в окружении довольно ярких звёзд».
Этот объект входит в число перечисленных в оригинальной редакции «Нового общего каталога».
Галактика NGC 712 входит в состав группы галактик NGC 669. Помимо NGC 712 в группу также входят ещё 34 галактики.
NGC 712 совместно с другими галактиками группы A262 изучалась на предмет распределения тёмной материи, которая в галактике близко соответствует получаемому от NGC 712 видимому излучению. Темная материя в галактике вращается и сплющена, а также имеет случайное распределение орбитальных скоростей.